# Badger House
La Badger House est un site archéologique du comté de Montezuma, dans le Colorado, aux États-Unis. Située sur la Wetherill Mesa, elle est protégée au sein du parc national de Mesa Verde. Avec les Basketmaker Pithouses, le Pueblo Village et la Two Raven House, elle forme la Badger House Community.